# Medetera evenhuisi
Medetera evenhuisi är en tvåvingeart som beskrevs av Yang 1995. Medetera evenhuisi ingår i släktet Medetera och familjen styltflugor.
Artens utbredningsområde är Zhejiang (Kina). Inga underarter finns listade i Catalogue of Life.